# Gumpert Apollo

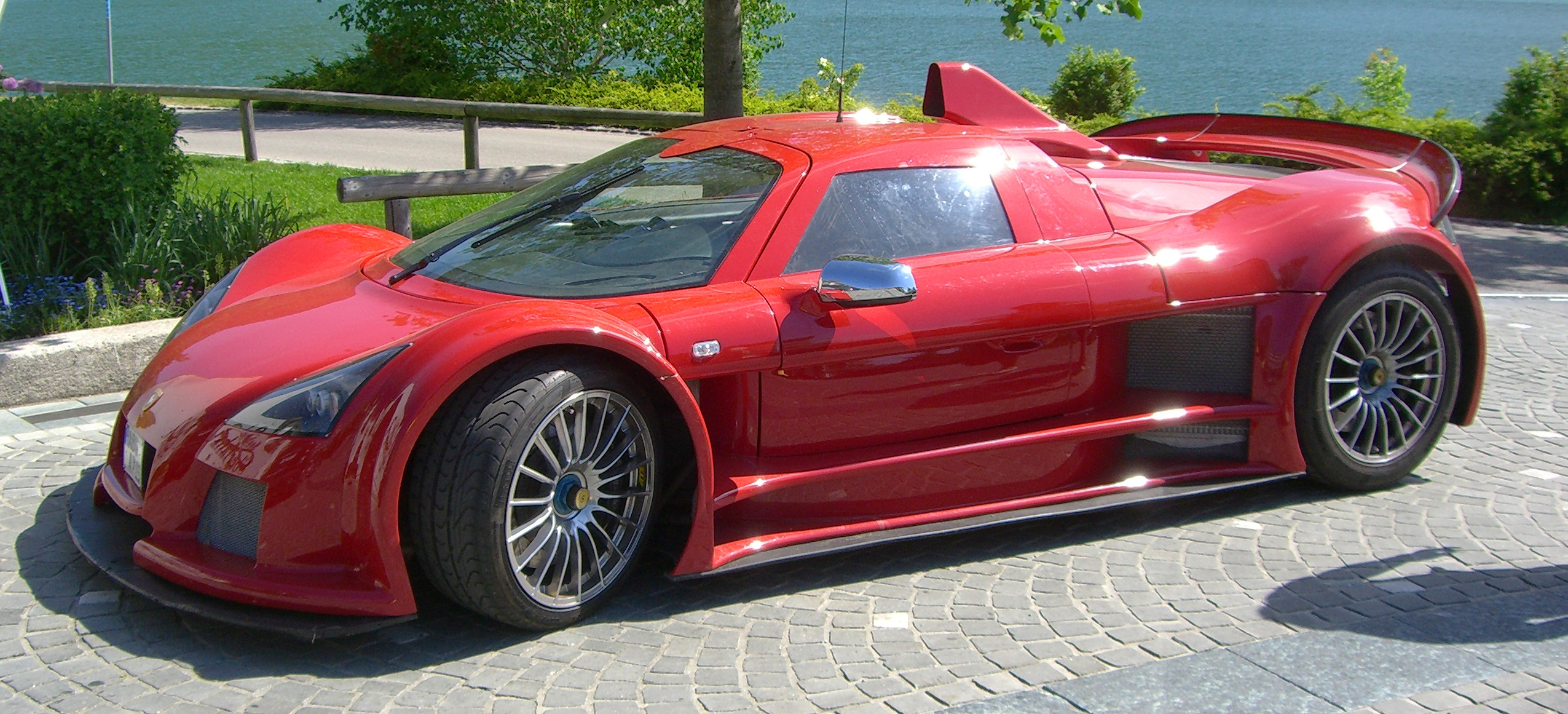
Gumpert Apollo

O Gumpert Apollo é um automóvel superdesportivo produzido pela marca alemã Gumpert Sportwagenmanufaktur GmbH desde 2005 a 2012. Foi o primeiro e único automóvel produzido pela marca antes de falir. O seu motor é um V8 central-traseiro biturbo. Está a ser preparada uma versão mais potente deste automóvel no futuro.

## Mecânica
O motor do Apollo é de origem Audi, um 4.2 litros V8, ao qual foram adicionados dois turbos. A potência máxima passou para os 650 cavalos, na versão mais simples, sendo, 750 cavalos na intermediaria e 850 na versão Race (top de linha). Possui transmissão sequencial de 6 velocidades e tração traseira.

## Performance e design
Faz de 0 a 100km/h em 2,9 segundos e a velocidade máxima é de 359 km/h graças aos seus 1100kg e aos materiais leves que foram usados, tais como fibra de vidro ou fibra de carbono.

## Feitos
Este carro provou ser o segundo mais rápido em pista. Num teste feito em Dunsfold (Inglaterra) feito pelo programa de televisão Top Gear, o Apollo fez 1:17.1, um tempo extramamente rápido, na altura em que foi testado era o mais rápido. O primeiro é o Pagani Zonda R com o tempo de 1:08:5 e o segundo é o Ferrari FXX com 1:10:7. No entanto o F1 da Renault de 2005 fez 59s e o Lotus T125 fez 1:03.

## Futuro
A marca está a produzir uma versão com 800 cavalos.